# 唐登傑
唐 登傑（とう とうけつ、1964年6月 - ）は、中華人民共和国の官僚、政治家。上海市出身。現職は中華人民共和国民政部部長。元中華人民共和国国家発展改革委員会常務副主任兼党組副書記。福建省党委副書記、省長。

## 経歴
1964年6月、上海市で生まれる。1986年7月に同済大学機械工程系工程機械学科を卒業後、同年、上汽大衆汽車有限公司に入局。生産企画部技術変更員、生産統制股股長、工業工程科経理、企画発展部副経理を歴任。1995年6月から1997年11月まで、上海のダイバーステアリングマシン株式会社の社長です。1997年11月、上海汽車集団股份有限公司副総裁に就任。2001年2月、上海汽車集団股份有限公司総裁、党委書記に昇格。
2001年10月、上海市工業工作党委員会副書記、同市経済委員会主任に就任。上海市第11期人民代表大会第1回会議で2003年2月、唐登傑が副市長に選出された。
2011年4月、北京市に移り、中国南方工業集団董事、総経理、党組副書記に就任。2013年1月、董事長、党組書記に昇格。
2017年5月、中国共産党中央委員会は唐登傑を中華人民共和国工業情報化部副部長、党組副書記、中国国家航天局局長、国家原子能機構主任、国家国防科技工業局局長、党組書記に任命した。2017年10月、第19回党大会で党中央候補委員に選出される。
2017年12月、党務に転じて福建省に赴任し、福建省党委員会副書記に就任した。第12期福建省人民代表大会常務委員会は2018年1月2日の第33回会議で、于偉国省長の辞任届を受理し、唐登傑を副省長兼省長代行に任命することを決定した。福建省第13期人民代表大会第1回会議で1月31日、省長代行の唐登傑が省長に選出された。
2020年7月2日、中央に移り、中華人民共和国国家発展改革委員会常務副主任、党組副書記（正部級）に就任。 
2022年2月28日、李紀恒の後任として、中華人民共和国民政部部長に任命された。